# 吳鼎 (正德進士)
吳鼎（1493年—1545年），字維新，號泉亭，浙江杭州府錢塘縣人，民籍，明朝政治人物。

## 生平
正德十一年（1516年）丙子科浙江鄉試第二十八名舉人，十二年（1517年）聯捷丁丑科會試第二百八名，三甲第一百二十一名進士。通政司觀政，授臨淮縣知縣，升南京刑部主事，升南京兵部車駕司員外郎。丁憂去官，因傷足養病，十餘年後，嘉靖十八年（1539年）十二月起復，升南京禮部祠祭司郎中，出為廣西參議，二十四年（1545年）卒。

## 家族
曾祖吳祐；祖父吳政；父吳宗裕。母陸氏；繼母戚氏。重慶下。